# Зантс, Томас
Томас Зантс (латыш. Tomass Zants; род. 23 мая 2003, Рига) — латвийский футболист, полузащитник клуба «Метта».

## Карьера
Воспитанник клуба «Метта», с которым прошёл все этапы юношеских команд. В 2021 году отправился во вторую команду клуба «Скансте», вместе с которой стал чемпионом Второй Лиги. В начале сезона 2022 года продолжил выступать за вторую команду. Также стал подтягиваться к играм с основной командой. Дебютировал за клуб 14 апреля 2022 года в матче против «Риги», выйдя на замену на 77 минуте. По ходу сезона оставался игроком замены и в основном выступал во второй команде. Окончил сезон с основной командой на 9 предпоследнем месте в турнирной таблице, отправившись в стыковые матчи. По итогу стыковых матчей против клуба «Гробиня» помог сохранить прописку в высшем дивизионе.
Новый сезон футболист начал с матча 25 апреля 2023 года против «Риги».

## Достижения
«Скансте»
- Победитель Второй лиги: 2021